# Källargrund
Källargrund är en ö i Finland. Den ligger i Finska viken och i kommunen Ingå i den ekonomiska regionen  Raseborg i landskapet Nyland, i den södra delen av landet. Ön ligger omkring 64 kilometer väster om Helsingfors.
Öns area är 0,6 hektar och dess största längd är 110 meter i sydväst-nordöstlig riktning.